# Sandro Callari
Alessandro "Sandro" Callari (nascido em 14 de dezembro de 1953) é um ex-ciclista italiano. Participou nos Jogos Olímpicos de Montreal 1976, no Canadá, onde terminou em quinto na prova de perseguição por equipes, competindo pela Itália.